# Alstroemeria orchidioides
Alstroemeria orchidioides là một loài thực vật có hoa trong họ Alstroemeriaceae. Loài này được Meerow, Tombolato & F.K.Mey. miêu tả khoa học đầu tiên năm 1999.